# Циркадианный осциллятор
Циркадианный осциллятор, или эндогенные часы — неясной природы генератор биологических ритмов, присутствующий в супрахиазматическом ядре гипоталамуса и контролирующий продолжительность сна и бодрствования. Осциллятор циркадианных ритмов в большинстве клеток живых организмов представлен комплексом белков часовых генов (clock-genes proteins). Через транскрипцию контролируемых ими генов или непосредственно они запускают и поддерживают околосуточную ритмику многих функций, в том числе секреции гормонов.

## Основные характеристики циркадианного осциллятора человека
- • локализован в супрахиазмальном ядре гипоталамуса
- • основан на периодической транскрипции особых генов
- • период колебания экспрессии равен 23-25 часам
- • благодаря отрицательным обратным связям уровень экспрессии генов претерпевает периодические колебания
- • продукты этих генов сами являются факторами транскрипции[1]

## Механизм подстройки осциллятора
- Подстройка возможна лишь на уровне транскрипции генов Per
- Глутамат активирует экспрессию Per
- Серотонин подавляет экспрессию Per

## Функции белков циркадианных осцилляторов
Функции белков часовых генов отражают как общие для центрального и периферического циркадианных осцилляторов свойства, так и тканеспецифичные. Условно их можно разделить на следующие группы :
1. регуляция ЦО через взаимодействия clock-белков
2. контроль объёма ткани через регуляцию клеточного цикла и апоптоза
3. гомеостатирование обмена веществ и энергии
4. адаптация специфических свойств клетки, ткани, органа или физиологической системы к циркадианному и другим ритмам воздействий окружающей среды

## Белки циркадианного осциллятора
У человека 8 белков задействовано в генерации циркадианного ритма : PERIOD 1,2 и 3, CRYPTOCHROME 1 и 2 , а также CLOCK , TIMELESS и Bmal-1.
Белки часовых генов (clock-genes proteins) образуют семейство, представленное гомологами у всех живых организмов, от прокариот до человека. Они формируют околосуточный (циркадианный) ритм активности и обладают рядом иных функций, взаимосвязанных, в первую очередь, с регуляцией метаболизма. Центральный элемент циркадианного clock- механизма представлен у млекопитающих двумя парами белков часовых генов, образующих гетеродимерные комплексы: PER (от гена period) + CRY (от гена cryptochrome) и CLOCK (от гена clock) + BMAL1 (от гена Вrain and Muscle Arnt-like protein 1), которые взаимосвязаны петлями +/- обратных связей. При этом белки димера CLOCK-BMAL1 (максимум концентрации к началу темноты) активируют транскрипцию и трансляцию белков PER и CRY, которые по мере накопления снижают содержание белков первого димера.
Важно подчеркнуть, что значительная роль в регуляции clock-осциллятора принадлежит цАМФ, как и в случае осцилляторных HCN каналов .Кроме того, большой круг кофакторов участвует в ремоделировании хроматина и в посттранскрипционной регуляции clock-белков, осуществляет их посттрансляционную модификацию, поддерживает стабильность, контролирует их внутриклеточный транспорт и локализацию. В контроле этого сложного внутриклеточного механизма принимает участие группа ключевых энзимов обмена веществ (в первую очередь, липидов и углеводов), а также транскрипционных факторов и кофакторов .[10]

## Тип активности осциллятора
В master-clock головного мозга гормоны (комедиаторы) в ответ на свет запускают и поддерживают распространение Са-волны от нейронов зоны ретинального входа СХЯ к зоне выхода эфферентных аксонов, что способствует последовательному экзоцитозу разных комплексов нейропептидов и медиаторов, а также Са-зависимой транскрипции часовых генов. В печени глюкокортикостероиды, активирующие транскрипцию ключевых для метаболизма генов, опосредованно «навязывают» циркадианный ритм транскриптоме органа в целом. В почках описаны параллельные влияния альдостерона и белка Per, синхронизирующие функции разных клеток и внутриклеточных структур органа.